# Oncousoeciidae
Oncousoeciidae zijn een familie van mosdiertjes (Bryozoa) uit de orde van de Cyclostomatida.

## Geslachten
- Abyssoecia Grischenko, Gordon & Melnik, 2018
- Anguisia Jullien, 1882
- Filicisparsa Voigt, 1994
- Filisparsa d'Orbigny, 1853
- Hemipustulopora Brood, 1976
- Microeciella Taylor & Sequeiros, 1982
- Oncousoecia Canu, 1918
- Paulella Gontar, 2009
- Proboscina Audouin, 1826

Niet geaccepteerd geslachten:
- Paulina Gontar, 2009 → Paulella Gontar, 2009
- Phalangella Hamm, 1881 → Proboscina Audouin, 1826